# 범천

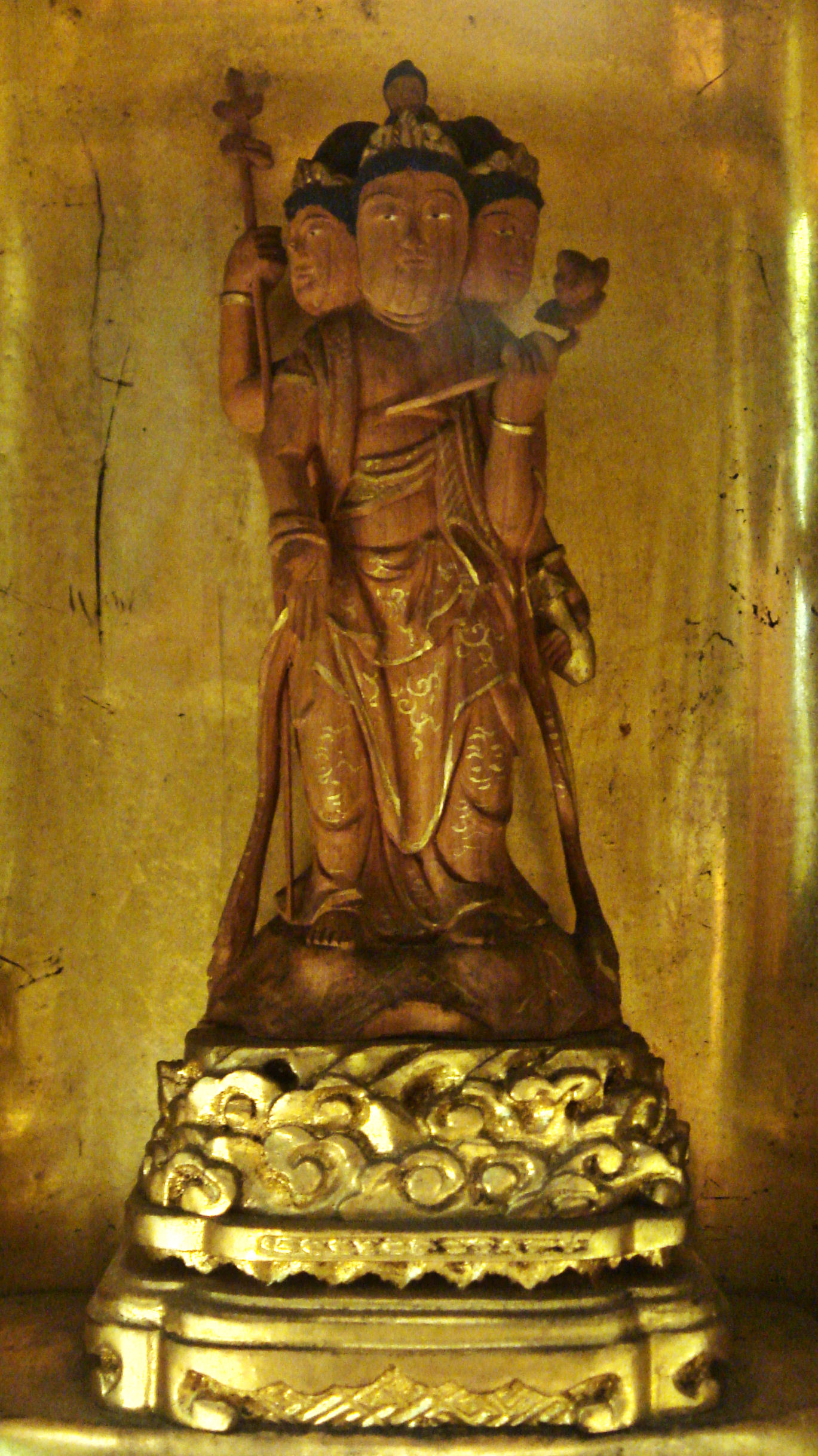
범천왕상

범천(梵天, 산스크리트어: ब्रह्मा 브라흐마)은 불교의 수호신인 천부 중 하나이다. 고대 인도의 신 브라흐마가 불교에 편입된 것으로서 십이천에 포함된다. "범"은 브라흐마의 음차이다.

## 같이 보기
- 브라흐마